# Швидкість звуку
Шви́дкість зву́ку — швидкість поширення акустичних (пружних) хвиль у середовищі.  Поширення хвиль пов'язане з коливальним рухом частинок середовища. При цьому напрямок поширення хвильових збурень та напрямок руху частинок середовища можуть не збігатися.  
В двох крайніх випадках  розрізняють такі види акустичних хвиль:
- поздовжні хвилі — для яких коливання в кожній точці простору паралельні до напрямку поширення. Характерні для газів, рідин і твердих тіл;
- поперечні (зсувні) хвилі — у яких коливання відбуваються в площині, перпендикулярній до напрямку поширення. Характерні для твердих середовищ, що здатні чинити опір зсувним деформаціям.  При взаємодії поздовжніх і зсувних хвиль в твердому тілі з вільною поверхнею відбувається перетворення одного типу хвильового руху на інший.

Серед твердих деформівних тіл багато належать до так званих анізотропних тіл. В них швидкість поширення збурень залежить складним чином від напрямку поширення збурень.
Швидкість звуку залежить від фізичних властивостей (у першу чергу: модулів пружності і густини) середовища, у якому поширюються механічні коливання, а також від його температури. Швидкість звуку в газах, рідинах та ізотропних твердих середовищах зазвичай є сталою для певної речовини і за заданих зовнішніх умов звичайно не залежить від частоти хвилі чи її амплітуди. У тих випадках, коли швидкість звуку залежить від частоти, кажуть про  фізичну дисперсію звуку. При значних амплітудах хвиль можуть виникати нелінійні ефекти, що призводять до зміни форми хвилі в процесі її поширення.

## Історія
Математичні начала натуральної філософії сера Ісаака Ньютона 1687 року включають обчислення швидкості звуку в повітрі як 979 футів за секунду (298 м/с). Це занадто мало приблизно на 15% ніж в реальності. Розбіжність пояснюється головним чином нехтуванням (тоді невідомим) ефектом швидкозмінної температури в звуковій хвилі (сучасними термінами, стиснення та розширення повітря звуковою хвилею є адіабатичним процесом, а не ізотермічним процесом). Цю помилку пізніше виправив П'єр-Сімон Лаплас.
Протягом XVII століття було кілька спроб точно виміряти швидкість звуку, включаючи спроби Марена Мерсенна у 1630 році (1380 паризьких футів на секунду), П'єр Гассенді у 1635 році (1473 паризьких фута на секунду) та Роберта Бойля (1125 паризьких футів на секунду). У 1709 році преподобний Вільям Дерем, ректор Апмінстера, опублікував більш точне вимірювання швидкості звуку — 1072 паризьких фути на секунду. (Паризький фут становив 325 мм. Це довше за стандартний "міжнародний фут", що використовується сьогодні, який був офіційно визначений у 1959 році як 304.8 мм, що робить швидкість звуку при 20 °C (68 °F) 1055 паризьких футів на секунду).
Вільям Дерем використовував телескоп з вежі церкви св. Лаврентія в Апмінстері, щоб спостерігати спалах далекого пострілу з рушниці, а потім вимірював час до того, як він почує постріл, за допомогою півсекундного маятника. Вимірювання пострілів проводилися з кількох місцевих орієнтирів, включаючи церкву Північного Окендона. Відстань була відома за допомогою тріангуляції, і таким чином була обчислена швидкість, з якою рухався звук.

## Теорія

### Рідини і гази
В газах швидкість звуку менша, ніж в рідинах, а в рідинах швидкість звуку менша, ніж у твердих тілах.
Рух частинок середовища  в рідинах і газах описується  приведеними нижче рівняннями Ейлера, неперервності і рівнянням стану для адіабатичного процесу.
{\displaystyle {\frac {\partial \mathbf {v} }{\partial t}}+\mathbf {v} (\nabla \cdot \mathbf {v} )=-{\frac {1}{\rho }}\nabla p}
{\displaystyle {\frac {\partial \rho }{\partial t}}+{\text{div}}\,\rho \mathbf {v} =0.}.
{\displaystyle pV^{\gamma }={\text{const}}\,}.
Тут {\displaystyle \mathbf {v} } — швидкість зміщення частинок, {\displaystyle \rho } — густина, p — тиск, {\displaystyle \gamma } — адіабатичний показник.
Поширення звуку — адіабатичний процес, бо воно відбувається швидше, ніж відбувається поширення тепла. Як наслідок, при проходженні звуку температура дещо зростає в ділянках стискання і спадає, при розширенні.
Вважаючи збурення при проходженні звуку малими, ця система рівнянь зводиться до хвильового рівняння
{\displaystyle \Delta p-{\frac {1}{c^{2}}}{\frac {\partial ^{2}p}{\partial t^{2}}}=0},
де
{\displaystyle c^{2}=\left({\frac {\partial p}{\partial \rho }}\right)_{S}}.
Величина c визначає швидкість звуку.
Для ідеального газу
{\displaystyle c={\sqrt {\gamma {\frac {RT}{m}}}}},
де R — газова стала, m — молярна маса.
Оскільки стисливість рідин менша, ніж газів, то швидкість звуку в них більша. Ті ж міркування справедливі для твердих тіл.

### Швидкість звуку в рідинах

Швидкість звуку у воді залежно від температури

У рідині єдиною ненульовою жорсткістю є жорсткість до об'ємної деформації (рідина не витримує зсувних сил).
Отже, швидкість звуку в рідині визначається за формулою {\displaystyle c_{\mathrm {fluid} }={\sqrt {\frac {K}{\rho }}},} де K — це модуль об'ємної пружності рідини.

#### Прісна вода
У прісній воді звук поширюється зі швидкістю приблизно 1481 м/с при температурі 20 °C (див. розділ зовнішніх посилань нижче для онлайн-калькуляторів). Застосування підводного звуку можна знайти в сонарі, акустичному зв’язку та акустичній океанографії.

#### Морська вода

Швидкість звуку як функція глибини в точці на північ від Гаваїв у Тихому океані, отримана з World Ocean Atlas 2005 року. Канал SOFAR охоплює мінімум швидкості звуку на глибині приблизно 750 м.

У морській воді, вільній від бульбашок повітря чи зважених частинок, звук поширюється зі швидкістю приблизно 1500 м/с (1500.235 м/с при 1000 кПа, 10 °C і 3% солоності за одним із методів). Швидкість звуку в морській воді залежить від тиску (а отже, глибини), температури (зміна на 1 °C ~ 4 м/с) і солоності (зміна на 1‰ ~ 1 м/с), і емпіричні рівняння були виведені для точного обчислення швидкості звуку за цими змінними. Інші фактори, що впливають на швидкість звуку, є незначними. Оскільки в більшості океанських регіонів температура зменшується з глибиною, профіль швидкості звуку з глибиною зменшується до мінімуму на глибині кількох сотень метрів. Нижче цього мінімуму швидкість звуку знову зростає, оскільки ефект зростання тиску переважає ефект зниження температури (праворуч). Для отримання додаткової інформації див. Dushaw et al.
Емпіричне рівняння для швидкості звуку в морській воді, запропоноване Маккензі: {\displaystyle c(T,S,z)=a_{1}+a_{2}T+a_{3}T^{2}+a_{4}T^{3}+a_{5}(S-35)+a_{6}z+a_{7}z^{2}+a_{8}T(S-35)+a_{9}Tz^{3},} де
T — температура в градусах Цельсія;
S — солоність у частинах на тисячу;
z — глибина в метрах.
Константи a1, a2, ..., a9 мають значення: {\displaystyle {\begin{aligned}a_{1}&=1,448.96,&a_{2}&=4.591,&a_{3}&=-5.304\times 10^{-2},\ a_{4}&=2.374\times 10^{-4},&a_{5}&=1.340,&a_{6}&=1.630\times 10^{-2},\ a_{7}&=1.675\times 10^{-7},&a_{8}&=-1.025\times 10^{-2},&a_{9}&=-7.139\times 10^{-13},\end{aligned}}} з контрольним значенням 1550.744 м/с для T = 25 °C, S = 35 частин на тисячу, z = 1,000 м. Це рівняння має стандартну похибку 0.070 м/с для солоності від 25 до 40 ppt. Див.  для онлайн-калькулятора.
(Графік швидкості звуку залежно від глибини не корелює прямо з формулою Маккензі. Це пов’язано з тим, що температура і солоність змінюються на різних глибинах. Якщо T і S залишати постійними, сама формула завжди зростає з глибиною.)
Інші рівняння для швидкості звуку в морській воді є точними в широкому діапазоні умов, але значно складніші, наприклад, рівняння В. А. Дель Гроссо та рівняння Чень-Міллеро-Лі.

### Тверді тіла
У необмеженому твердому середовищі поширюються як подовжні так і поперечні (зсувні) пружні хвилі. Для кожного твердого середовища швидкість поширення поздовжньої хвилі (cl) завжди більша від швидкості поширення поперечної хвилі (ct). Зазвичай, виконується співвідношення {\displaystyle c_{l}>c_{t}{\sqrt {2}}}. В ізотропному твердому тілі фазова швидкість для поздовжньої хвилі:
{\displaystyle ~c_{l}={\sqrt {\frac {K+{\frac {4}{3}}G}{\rho }}}={\sqrt {\frac {E(1-\nu )}{(1+\nu )(1-2\nu )\rho }}},}
для поперечної хвилі:
{\displaystyle ~c_{t}={\sqrt {\frac {G}{\rho }}}={\sqrt {\frac {E}{2(1+\nu )\rho }}},}
де K — модуль всебічного стиску; G — модуль зсуву; E — модуль Юнга; {\displaystyle \nu } — коефіцієнт Пуассона.
В монокристалах швидкість звуку залежить від напрямку поширення хвилі в кристалі.
В обмежених твердих тілах крім поздовжніх і поперечних хвиль мають місце й інші типи хвиль. Так, уздовж вільної поверхні твердого тіла або уздовж його границі з іншим середовищем поширюються поверхневі акустичні хвилі, швидкість яких зазвичай менша від швидкості об'ємних хвиль, характерних для даного матеріалу. Для пластин, стрижнів та інших твердих акустичних хвилеводів характерні поперечні хвилі, швидкість яких визначається не тільки властивостями речовини, але і геометрією тіла. Так, наприклад, швидкість звуку для поздовжньої хвилі у стрижні cst, поперечні розміри якого набагато менші за довжину хвилі звуку, відрізняється від швидкості звуку в необмеженому середовищі (cl):
{\displaystyle c_{st}={\sqrt {\frac {E}{\rho }}}}.

### Швидкість звуку в плазмі
Швидкість звуку в плазмі для типового випадку, коли електрони гарячіші за іони (але не надто гарячі), визначається формулою  {\displaystyle c_{s}=\left({\frac {\gamma ZkT_{\mathrm {e} }}{m_{\mathrm {i} }}}\right)^{1/2}=\left({\frac {\gamma ZT_{e}}{\mu }}\right)^{1/2}\times 90.85~\mathrm {m/s} ,} де
mi — маса іона;
μ — відношення маси іона до маси протона μ = mi/mp;
Te — температура електронів;
Z — зарядовий стан;
k — стала Больцмана;
γ — адіабатичний показник.
На відміну від газу, тиск і густина в плазмі забезпечуються різними видами частинок: тиск створюється електронами, а густина — іонами. Вони пов’язані через флуктуюче електричне поле.

## Вимірювання швидкості звуку
Визначення основних акустичних величин: швидкості, інтенсивності (сили), висоти, тембру і тиску звуку носить назву «акустичні вимірювання».
Методи вимірювання швидкості звуку можна поділити на:
- резонансні;
- інтерферометричні;
- імпульсно-фазові;
- оптичні.

Найбільшої точності вимірювання можна досягти за допомогою імпульсно-фазових та оптичних (акустооптична дифракція) методів. Оптичні методи дають можливість вимірювати швидкість звуку у діапазоні гіперзвукових частот (аж до 1011…1012 Гц). Точність абсолютних вимірювань швидкості звуку досягає значень близько 10−3 %.
Вимірювання швидкості звуку використовується для визначення багатьох властивостей речовини, таких, як показник адіабати для газів, стисливості газів і рідин, модулів пружності твердих тіл та ін. За зміною швидкості звуку фіксують появу домішок у газах і рідинах. У твердих тілах вимірювання швидкості звуку та її залежності від температури, напруженості магнітного поля та ін. дозволяє досліджувати будову речовини: зонну структуру напівпровідників, форму поверхні Фермі в металах та ін. Дослідження такого типу проблем проводиться в рамках розділу акустики «Фізична акустика».

## Хвилі стискання та зсуву

Хвиля тиску або хвиля стискання (поздовжня хвиля), обмежена площиною. Це єдиний тип звукової хвилі, що поширюється в рідинах (газах і рідинах). Хвиля тиску може також поширюватися в твердих тілах разом з іншими типами хвиль (поперечні хвилі, див. нижче).

Поперечна хвиля, що впливає на атоми, спочатку обмежені площиною. Цей додатковий тип звукової хвилі (додатковий тип пружної хвилі) поширюється лише в твердих тілах, оскільки потребує бічного зсувного руху, який підтримується наявністю пружності в твердому тілі. Бічний зсувний рух може відбуватися в будь-якому напрямку, що знаходиться під прямим кутом до напрямку поширення хвилі (тут показаний лише один напрямок зсуву, під прямим кутом до площини). Крім того, напрямок зсуву під прямим кутом може змінюватися з часом і відстанню, що призводить до різних типів поляризації зсувних хвиль.

У газі або рідині звук складається з хвиль стискання. У твердих тілах хвилі поширюються як два різні типи. Поздовжня хвиля пов'язана зі стисканням і розширенням у напрямку руху і є тим самим процесом у газах і рідинах, з аналогічною хвилею стискання в твердих тілах. Тільки хвилі стискання підтримуються в газах і рідинах. Додатковий тип хвилі, поперечна хвиля, також називана хвилею зсуву, виникає лише в твердих тілах, оскільки тільки тверді тіла підтримують пружні деформації. Вона виникає внаслідок пружної деформації середовища перпендикулярно до напрямку поширення хвилі; напрямок деформації зсуву називається "поляризацією" цього типу хвилі. Загалом поперечні хвилі виникають як пара ортогональних поляризацій. 
Ці різні хвилі (хвилі стискання і різні поляризації зсувних хвиль) можуть мати різні швидкості на тій самій частоті. Тому вони досягають спостерігача в різний час, крайнім прикладом чого є землетрус, де гострі хвилі стискання приходять першими, а хитні поперечні хвилі — секундами пізніше. Швидкість хвилі стискання в рідині визначається стисливістю і густиною середовища. У твердих тілах хвилі стискання аналогічні тим, що в рідинах, залежать від стисливості і густини, але з додатковим фактором модуля зсуву, який впливає на хвилі стискання через позаосьові пружні енергії, що можуть впливати на ефективне натягнення і релаксацію при стисканні. Швидкість зсувних хвиль, які можуть виникати лише в твердих тілах, визначається просто модулем зсуву і густиною твердого матеріалу.

## Таблиці
В наступній таблиці представлено швидкість звуку в різних середовищах.
Практично швидкість звуку у повітрі можна визначити за наближеною формулою:
{\displaystyle s={\sqrt {\gamma {\frac {RT}{m}}}}\approx 331{,}5+(0{,}6\cdot \theta )\,} м/с.
де {\displaystyle \theta \,} — температура у градусах Цельсія (°C).
При нормальних умовах залежність швидкості, а також густини повітря від температури можна представити наступною таблицею.
| {\displaystyle \theta }, °C | s, м/с | ρ, кг/м3 | Z, N·с/м−3 |
| --------------------------- | ------ | -------- | ---------- |
| −10                         | 325,2  | 1,342    | 436,1      |
| −5                          | 328,3  | 1,317    | 432,0      |
| 0                           | 331,3  | 1,292    | 428,4      |
| +5                          | 334,3  | 1,269    | 424,3      |
| +10                         | 337,3  | 1,247    | 420,6      |
| +15                         | 340,3  | 1,225    | 416,8      |
| +20                         | 343,2  | 1,204    | 413,2      |
| +25                         | 346,1  | 1,184    | 409,8      |
| +30                         | 349,0  | 1,165    | 406,3      |

| Висота                                                | Температура     | м/с | км/год |
| На рівні моря                                         | 15 °C (59 °F)   | 340 | 1225   |
| 11—20 км (Висота комерційних реактивних авіалайнерів) | −57 °C (−70 °F) | 295 | 1062   |
| 29 км (Висота польоту X-43A)                          | −48 °C (−53 °F) | 301 | 1083   |

## Марс
Швидкість звуку на Марсі змінюється залежно від частоти. Вищі частоти поширюються швидше, ніж нижчі. Високочастотний звук від лазерів поширюється зі швидкістю 250 м/с (820 фут/с), тоді як низькочастотний звук — зі швидкістю 240 м/с (790 фут/с).